# المحبرة في التاريخ
المحبرة في التاريخ هي أرجوزة من تأليف علي بن الجهم، وتُعد أول نظم للحوادث والتاريخ الإسلامي.

## الوصف
الأرجوزة مكونة من 335 بيت، تتحدث عن التاريخ من بدايته الى وقت الشاعر، وبعض مما ورد في هذه الأرجوزة هي من الاسرائيليات، اختار الشاعر ما ترجح لديه منها. وهي تتكلم في البداية عن التاريخ من عند الأنبياء والرسل، ومن ثم في التاريخ الإسلامي والخلافة عند الوصول للرسول ﷺ
وصف موضوع الأرجوزة في كتاب أرجوزة في تاريخ الخلفاء هو: «وموضُوعها ذكْرُ أسماء الخلفاء الذين استُخلفوا في الأرض، منذ نبي الله آدم عليه السلام إلى عصر الخليفة العباسي (المستعين بالله) الذي عاصره شاعرنا.»
بعد المقدمة، ذكر قصة آدم وحواء من الخلق، مرورا بإقامتهما في الجنة واغترارهما بإبليس وهبوطهم منها، الى رحلتهما في الحياة والانجاب، ومن ثم خبر ولد آدم، وخبر الأنبياء والرسل، ثم ذكر من أخبار الروم والفرس قبل الإسلام، ثم الإسلام بداية بحياة الرسول وانتهاء بالخلافة العباسية، تحديدا الخليفة المستعين بالله.

## نسبتها
أثبت البلخي والمسعودي وياقوت الحموي في كتبهم نسبتها إلى علي بن الجهم.

## النسخ
- نسخة مكتبة المسجد النبوي: إحدى أقدم نسخ الأرجوزة إلا أن الصفحة الأولى محذوفة.[9]

- نسخة "مكتبة لاله لي" في تركيا.[9]
- نسخة مكتبة تشستر بيتي في دبلن.[9]
- نسخة المجمع العلمي العربي المنشورة في دمشق عام 1951 بعنوان «المحبرة في التاريخ».[9]

## التحقيقات
- صدر كتاب «أرجوزة في تاريخ الخلفاء لعلي بن الجهم (ت249 هـ)» بتحقيق يوسف السناري، عن معهد المخطوطات العربية في القاهرة في 2018.[9]

## من أبيات المحبرة
1- الحَمدُ لِلَّهِ المُعيدِ المُبدي ..... حَمداً كَثيراً وُهوَ أُهلُ الحَمدِ
2- ثُمَّ الصَلاةُ أَوَّلاً وَآخِرا ..... عَلى النَبِيِّ باطِناً وَظاهِرا
3- يا سائِلي عَن اِبتِداءِ الخَلقِ ..... مَسأَلَةَ القاصِدِ قَصدَ الحَقِّ
4- أَخبَرَني قَومٌ مِن الثِقاتِ ..... أولو عُلومٍ وَأولو هَيئآتِ
5- تَقَدَّموا في طَلَبِ الآثارِ ..... وَعَرَفوا حَقائِقَ الأَخبارِ
6- وَفَهِموا التَوراةَ وَالإِنجيلا..... وَأَحكَموا التَنزيلَ وَالتَأويلا
7- أَنَّ الَّذي يَفعَلُ ما يَشاءُ ..... وَمَن لَهُ العِزَّةُ وَالبَقاءُ
8- أَنشَأَ خَلقَ آدَمٍ إِنشاءَ ..... وَقَدَّ مِنهُ زَوجَهُ حَواءَ
9- مُبتَدِئاً ذلِكَ يَومَ الجُمعَهْ ..... حَتّى إِذا أَكمَلَ مِنهُ صُنعَهْ
10- أَسكَنَهُ وَزَوجَهُ الجِنانا ..... فَكانَ مِن أَمرِهِما ما كانا
11- غَرَّهُما إِبليسُ فَاِغتَرّا بِهِ ..... كَما أَبانَ اللَهُ في كِتابِهِ
12- دَلّاهُما المَلعونُ فيما صَنَعا ..... فَأُهبِطا مِنها إِلى الأَرضَ مَعا
13- فَوَقَعَ الشَيخُ أَبونا آدَمْ ..... بِجَبَلٍ في الهِندِ يُدعى واسِمْ
14- لَبَئسَما اِعتاضَ عَن الجِنانِ ..... وَعَن جِوارِ المَلِكِ المَنّانِ
15- وَالضَعفُ مِن خَليقَةِ الإِنسانِ ..... لا سِيَّما في أَوَّلِ الزَمانِ
16- ما لَبِثا في الفَوزِ يَوماً واحِدا ..... حَتّى اِستَعاضا مِنهُ جُهداً جاهِدا
17- فَشَقيا وَوَرَّثا الشَقاءَ ..... أَبناهُما وَالهَمَّ وَالعَناءَ
18- وَلَم يَزَل مُستَغفِراً مِن ذَنبِهِ ..... حَتّى تَلَقّى كَلِماتِ رَبِّهِ
19- فَأمِنَ السَخطَةَ وَالعِقابا ..... وَاللَهُ تَوّابٌ عَلى مَن تابا
20- ثُمَّ اِستَمَلّا وَأَحَبّا النَسلا ..... فَحَمَلَت حَوّاءُ مِنهُ حَملا
21- وَوَضَعَت إِبناً وَبِنتاً تَوأَما ..... فَسُرَّ لَمّا سَلِمَت وَسَلِما
22- وَاِقتَنيا الإِبنَ فَسُمِّيَ قايِنا ..... وَعايَنا مِن أَمرِهِ ما عايَنا
23- ثُمَّ أَغَبَّت بَعدَهُ قَليلا ..... فَوَضَعَت مُتئِمَةً هابيلا
24- فَشَبَّ هابيلُ وَشَبَّ قايِنُ ..... وَلَم يَكُن بَينَهُما تَبايُنُ
25- فَقَرَّبا لِحاجَةٍ قُربانا ..... وَخَضَعا لِلَّهِ وَاِستَكانا
26- فَقُبِلَ القُربانُ مِن هابيلِ ..... وَلَم يَفُز قايِنُ بِالقُبولِ
27- فَثارَ لِلحينِ الَّذي حُيِّنَ لَهْ ..... إِلى أَخيهِ ظالِماً فَقَتَلَهْ
28- ثُمَّ اِستَفَزَّ أُختَهُ فَهَرَبا ..... وَفارَقا أُمّاً أَلوفاً وَأَبا
29- فَبَعَدَت دارُهُما مِن دارِهِ ..... وَزَهَدا في الخَيرِ مِن جِوارِهِ